# Route nationale 10 (Tunisie)
Pour les autres articles nationaux ou selon les autres juridictions, voir Route nationale 10.
La route nationale 10 ou RN10 est un axe routier de Tunisie qui relie l'Ariana à Carthage.

## Villes traversées
- Ariana
- La Soukra
- Carthage